# Abies nordmanniana
Abies nordmanniana, el abeto del Cáucaso, abeto de Normandía o abeto de Nordmann, es una especie arbórea del género Abies, originaria del Cáucaso y de Asia Menor. Se extiende por las montañas del Mar Negro, Turquía, Georgia, Cáucaso ruso, norte de Armenia y noroeste de Azerbaiyán. Ocupa altitudes entre 900-2.000 m y niveles de pluviosidad por encima de los 1000 mm anuales.

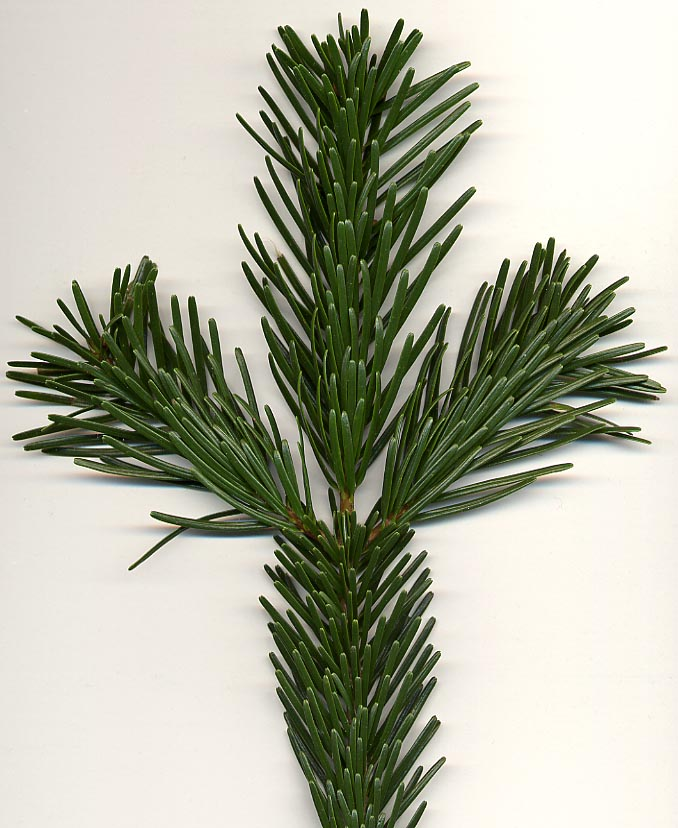
Follaje

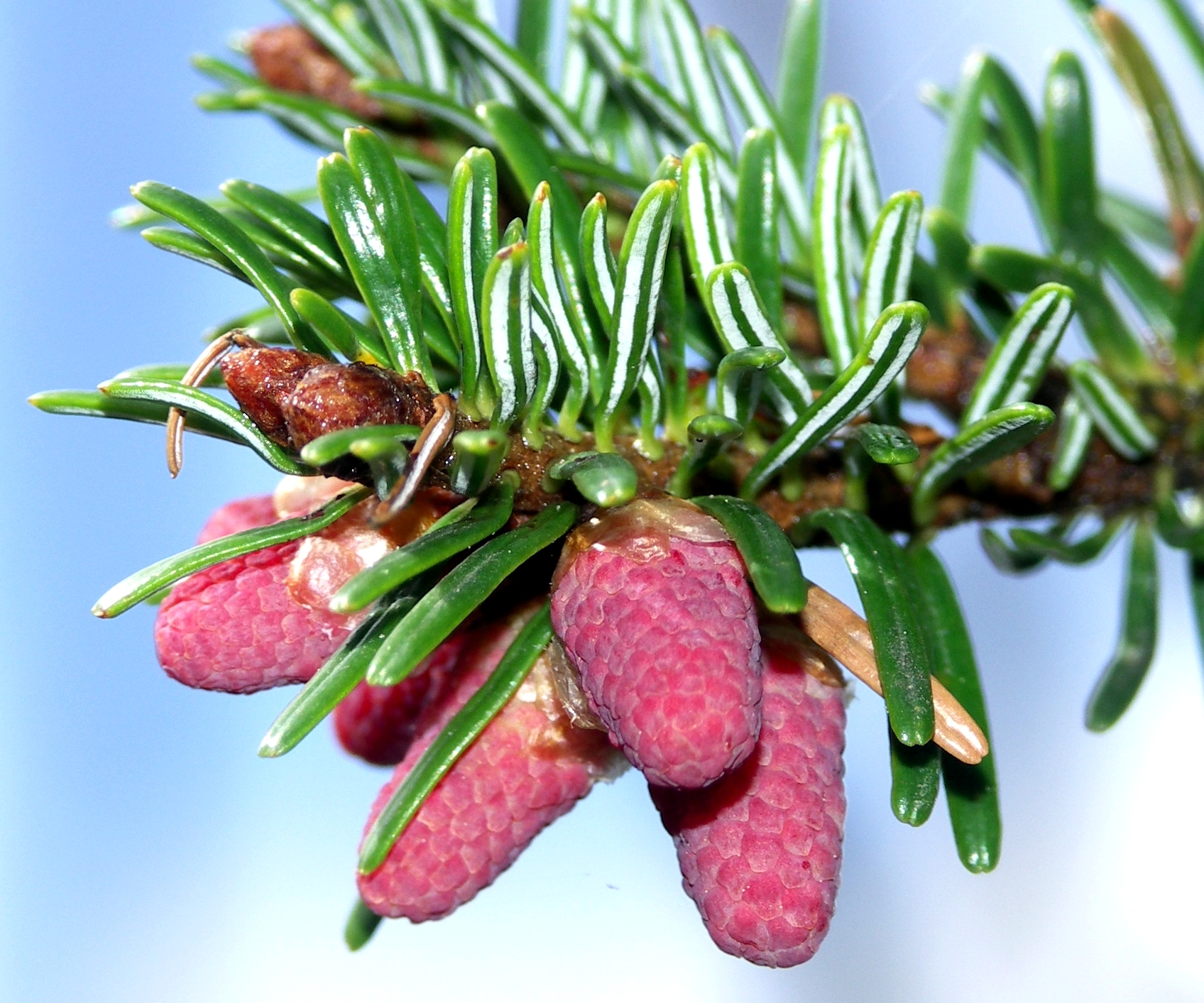
Conos

## Morfología
Abies nordmanniana puede alcanzar los 60 metros de altura. Las hojas son flexibles, de 2 a 3 cm de largo por unos 2 mm de ancho y 0,5 mm de espesor; verdes y lustrosas por el haz con dos líneas claras por el envés; con las puntas dirigidas hacia la parte superior de la ramita que las contiene y a la que oculta; ligeramente escotadas o truncadas en el ápice. Las inflorescencias masculinas de color verde amarillento y las femeninas verdosas durante la floración. Los conos son cilídricos, de 10 a 20 cm de longitud y de 4 a 5 cm de ancho, con exudaciones de resina. La corteza es grisácea, lisa en los especímenes jóvenes y agrietadas de forma longitudinal en los adultos. La madera es suave y blanca, utilizada fundamentalmente en la construcción y para elaborar papel.

## Variedades
Hay dos subespecies (incluso especies para algunos botánicos) en las zonas de convergencia al norte de Turquía, en la longitud 36°E.
- El Abeto Caucásico (Abies nordmannina subsp. nordmanniana), es nativo de las montañas del Cáucaso y montañas del norte de Turquía. Sus brotes tiernos están cubiertos de pelusa.
- El Abeto Turco (Abies nordmanniana subsp. equi-trojani sinónimo de A. bornmuelleriana, A. equi-trojani), es originario del noroeste de Turquía, desde el oriente del Monte Ida hasta los 36°E. Los brotes son glabros (lampiños).

El nombre de la especie honra la memoria del zoólogo finlandés Alexander von Nordmann (1803–1866), profesor de Botánica en Odesa.

## Hábitat y cultivo
Se cría en climas frescos y con buena humedad ambiental. Los terrenos deben estar bien drenados y no ser calcáreos. Soporta relativamente bien la contaminación.
Se reproduce por semillas y por esquejes. Se híbrida con facilidad con el Abies pinsapo y otras especies cultivadas en viveros, por lo que a veces resulta difícil distinguir algunos ejemplares.

### Usos
Es el abeto clásico de las Navidades en muchos hogares debido a su abundante y atractivo follaje, posee agujas romas en lugar de afiladas, que no caen fácilmente cuando el árbol se seca. Con este fin se cultivan expresamente, ya que por lo general está prohibida su tala o extracción indiscriminada en los bosques.
De interés ornamental por su porte piramidal, es popular en parques y grandes jardines y bajo la forma del cultivar 'Golden spreader' ha obtenido el galardón de la Real Sociedad de Horticultura.  Su madera, blanca y suave, se usa normalmente para la construcción fabricación de papel, etc.

## Taxonomía
Abies nordmanniana fue descrita por (Steven) Spach y publicado en Histoire Naturelle des Végétaux. Phanérogames 11: 418. 1842.
Etimología
Abies: nombre genérico que viene del nombre latino de Abies alba.
nordmanniana: epíteto otorgado en honor del botánico Alexander von Nordmann.
Sinonimia
- Abies leioclada Steven ex Gordon
- Abies pectinata var. leioclada (Steven) Link ex Carrière
- Abies picea var. leioclada (Steven) Lindl. & Gordon
- Picea nordmanniana (Steven) Loudon
- Pinus abies var. nordmanniana (Steven) F.Muell.
- Pinus leioclada Steven
- Pinus nordmanniana Steven
- Pinus picea var. leioclada (Steven) Ledeb.[7][8]